# Jenny Gilruth
Jennifer Madeleine Gilruth (née en 1984), communément connue sous le nom de Jenny Gilruth, est une femme politique du Parti national écossais (SNP) qui est membre du Parlement écossais (MSP) pour la circonscription de Mid Fife et Glenrothes depuis 2016.
Depuis mars 2023, elle est secrétaire à l'Éducation et aux Compétences au sein du gouvernement de Humza Yousaf et du gouvernement de John Swinney.

## Jeunesse et carrière
Gilruth grandit d'abord à Banff, Aberdeenshire, avant que sa famille ne déménage à Ceres, Fife. Son père est né et grandit à Newport-on-Tay. Elle fait ses études au Madras College de St Andrews et vit à Markinch. Elle est diplômée de l'Université de Glasgow avec un diplôme en sociologie et politique, et obtient son diplôme d'études supérieures professionnelles en éducation de l'Université de Strathclyde.
Avant de devenir députée, Gilruth est professeur principal de sujets sociaux au RC lycée St. Columba, à Dunfermline, elle est auparavant un agent de développement national des qualifications à l'éducation en Écosse, et a enseigné les études modernes au Royal High School, à Édimbourg. Gilruth a également noté des examens pour la Scottish Qualifications Authority et est un auteur publié.

## Carrière politique
En avril 2016, Gilruth est nommé candidate du SNP pour Mid Fife et Glenrothes aux élections du Parlement écossais le 5 mai 2016. Elle remporte le siège avec 15 555 voix, un record sans précédent de 54,9% des voix, avec une majorité de 8 236 voix, plus du double des suffrages exprimés pour le candidat à la deuxième place Kay Morrison du Parti travailliste écossais. Elle succède à Tricia Marwick, qui a été la présidente du 4e Parlement écossais (2011–16).
En février 2020, Gilruth rejoint le gouvernement écossais comme ministre de l'Europe, des migrations et du développement international dans le cadre du remaniement consécutif à la démission du secrétaire du cabinet aux finances Derek Mackay.

## Vie privée
Le 15 juillet 2017, elle annonce qu'elle est en couple avec Kezia Dugdale, qui est, à l'époque, chef du Parti travailliste écossais.